# Station Narewka
Station Narewka is een spoorwegstation in de Poolse plaats Planta.